# Władysław Santarius
Władysław Santarius (czes.: Vladislav Santarius) (ur. 12 listopada 1915 w Stonawie, zm. 5 czerwca 1989 w Hawierzowie) – polski duchowny luterański, działający na Zaolziu. Duchowny Śląskiego Kościoła Ewangelickiego Wyznania Augsburskiego. Jeden z najbardziej znaczących przywódców ruchu odrodzeniowego wśród ewangelików na czeskim Śląsku Cieszyńskim, prześladowany za tę działalność w czasie rządów komunistów w Czechosłowacji.

## Życiorys

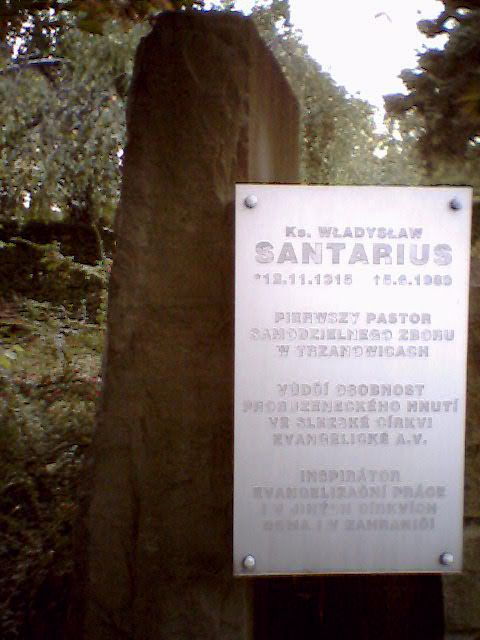
Pomnik Santariusa w Trzanowicach (fragment)

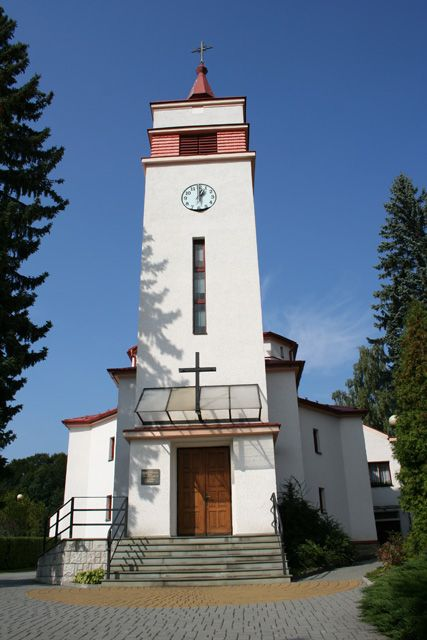
Kościół ewangelicki w Trzanowicach

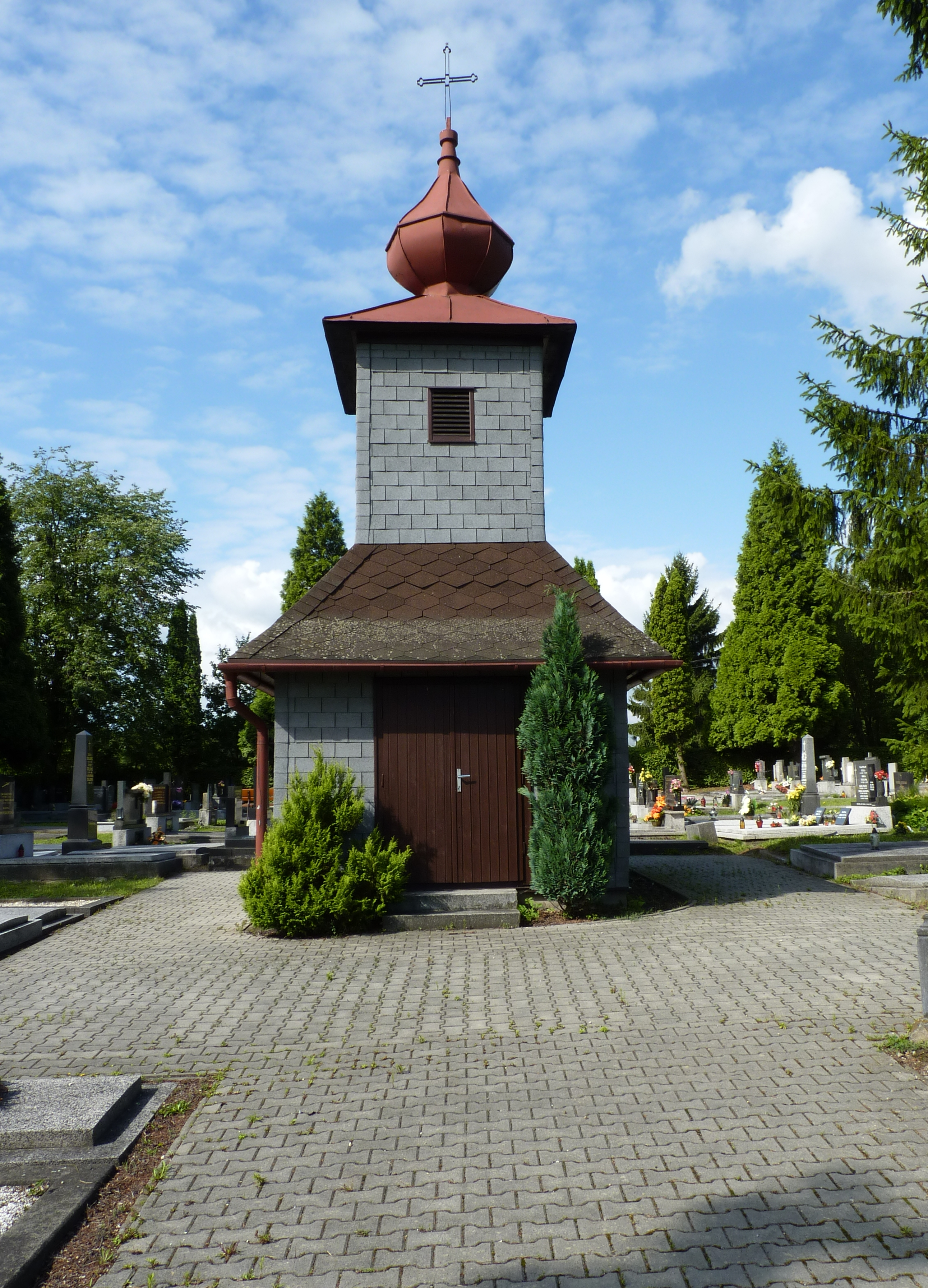
Kaplica na luterańskim cmentarzu w Stonavie

Był synem górnika Józefa Santariusa i jego żony Zuzanny z domu Mrózkowej. W latach 1922–1927 uczęszczał do szkoły podstawowej w Stonawie. W 1937 ukończył z wyróżnieniem gimnazjum w Czeskim Cieszynie, po czym rozpoczął studia teologiczne w Bratysławie (od 1938 w Warszawie, a od jesieni 1939 w Pradze). W związku z odmową podpisania Volkslisty zmuszony do opuszczenia mieszkania i podjęcia pracy przymusowej na rzecz III Rzeszy. 4 sierpnia 1940 ożenił się z pochodzącą ze Stonawy Wandą Bubikovą. Z tego związku w 1945 urodził się syn imieniem Czesław, również działacz ewangelicki. Od 1940 do 1946 pracował jako górnik dołowy w kopalni Barbara w Karwinie. 25 czerwca 1946 ukończył w Bratysławie studia teologiczne, przerwane wcześniej z powodu wybuchu wojny. Rozpoczęty następnie przewód doktorski w związku z przejęciem w 1948 władzy w Czechosłowacji przez komunistów nie został zakończony. Ordynowany 27 września 1948 w Czeskim Cieszynie. W tym samym roku, 4 lutego rozpoczął pracę duszpasterską jako wikariusz parafii w Ligotce Kameralnej, gdzie został kierownikiem diakonijnych zakładów pomocy „Betezda” i „Sarepta”. Jednocześnie stanął na czele organizacji Społeczność Chrześcijańska w Czechosłowacji, którą pod presją władz komunistycznych rozwiązano w roku 1950. We wrześniu 1950 został administratorem nowo powstałego zboru w Trzanowicach, a 17 grudnia 1950 został wybrany na pierwszego proboszcza. 31 sierpnia 1953 wbrew woli swojej i parafian został odwołany i mianowany administratorem zboru w Ostrawie. 1 lutego 1957 powrócił do Trzanowic, ale 14 lutego 1959 ponownie wbrew protestom wiernych przeniesiony do Stonawy. Tam też działał w latach sześćdziesiątych. 31 maja 1963 władze komunistyczne cofnęły mu pozwolenie na wykonywanie czynności duszpasterskich, w związku z czym musiał podjąć pracę robotnika fizycznego. Na skutek protestów wiernych władze przywróciły mu prawo wykonywania praktyki duszpasterskiej. 1 lipca 1965 roku wrócił do parafii w Ostrawie, w której pracował do przejścia na emeryturę 1 września 1980. W czasie emerytury nie otrzymywał pozwolenia na odprawianie nabożeństw. W czasie posługi szykanowany był nie tylko przez administrację cywilną, ale także przez pozostające pod jej wpływem władze własnego Kościoła: pomimo posiadanego autorytetu nigdy nie został członkiem Synodu ani też nie uczestniczył w konferencjach Kościoła, również jego odwołanie z funkcji kierownika zakładów "Betezda" i "Sarepta" zainicjowane zostało w 1956 przez Radę Kościoła. Szykany, którym podlegał, były jego zdaniem spowodowane odmową współpracy z komunistyczną Służbą Bezpieczeństwa (Veřejná bezpečnost). Pomimo tego potajemnie prowadził katechizację dzieci i spotkania biblijne, ponadto budował zbory i uczestniczył w pracy misyjnej na terenie Polski oraz Słowacji. Zainicjowany przez niego ruch wewnątrzmisyjny spowodował rozwój laikatu i pojawienie się postulatów demokratyzacji Kościoła.
5 czerwca 1989 zmarł po krótkiej chorobie, wywołanej udarem mózgu, w szpitalu w Hawierzowie. Uroczystość żałobna odbyła się 10 czerwca w Czeskim Cieszynie. Pogrzebany został na cmentarzu w Stonawie.

## Publikacje
Autor pozycji Cechy chrześcijaństwa jutra, Projekt rozwiązania zagadnień wewnątrzkoalicyjnych na Śląsku Cieszyńskim oraz Parę skromnych uwag do problematyki Kościoła Chrystusowego w Nowym Testamencie, licznych artykułów w prasie religijnej, a także utworów dla dzieci i młodzieży. W swoich publikacjach kładł nacisk na konieczność twórczego i odważnego realizowania zasad wiary w życiu społecznym. W pracy duszpasterskiej pastor wykorzystywał swoje doświadczenia w ciężkiej fizycznej pracy jako robotnik.

## Upamiętnienie
Władysław Santarius, mimo że nie piastował oficjalnych funkcji kościelnych, pozostawał w pamięci ewangelików polskich, czeskich i słowackich. W setną rocznicę urodzin pastora odbyła się wspomnieniowa konferencja naukowa. Pamięć o ojcu podtrzymywał Czesław Santarius.